# Kabwe Warriors
Kabwe Warriors F.C. ist ein Fußballverein aus der sambischen Stadt Kabwe, der in der Zambian Premier League, der höchsten Spielklasse des Landes spielt. Seine Heimspiele trägt der Klub im 10.000 Zuschauer fassenden Railways Stadium aus.

## Erfolge
- Sambischer Meister 1968, 1970, 1971, 1972, 1987
- Sambischer Pokalsieger 1967, 1969, 1972, 1984, 1987
- Gewinner des Zambian Challenge Cup 1970, 1972, 1989, 1991, 2002, 2003, 2005, 2007
- Gewinner des Zambian Coca Cola Cup 2006

## Spiele afrikanischen Wettbewerb
| Wettbewerb                          | Runde         | Gegner                        | Hinspiel | Rückspiel            |
| ----------------------------------- | ------------- | ----------------------------- | -------- | -------------------- |
| Kabwe Warriors FC                   |               |                               |          |                      |
| African Cup of Champions Clubs 1972 | 1. Runde      | Majantja FC Mohales Hoek      | 2:2 (A)  | 9:0 (H)              |
|                                     | 2. Runde      | AS Saint Michel Antananarivo  | 2:1 (H)  | 3:0 (A)              |
|                                     | Viertelfinale | Hearts of Oak Accra           | 2:7 (A)  | 2:1 (H)              |
| African Cup of Champions Clubs 1973 | 2. Runde      | AS Fortior Mahajanga          | 4:0 (H)  | 3:0 (A)              |
|                                     | Viertelfinale | Asante Kotoko Kumasi          | 2:1 (H)  | 0:2 (A)              |
| African Cup of Champions Clubs 1988 | 1. Runde      | Shabana FC Kisii              | 0:1 (A)  | 4:1 (H)              |
|                                     | 2. Runde      | Al-Hilal Omdurman             | 0:0 (H)  | 1:3 (A)              |
| African Cup Winners’ Cup 1992       | 1. Runde      | Denver Sundowns Manzini       | 3:1 (A)  | 3:1 (H)              |
|                                     | 2. Runde      | Al Ahly Cairo                 | 1:0 (H)  | 0:1 (A), (Elf.: 3:4) |
| African Cup Winners’ Cup 1993       | 1. Runde      | Prince Louis Bujumbura        | 2:1 (H)  | abd                  |
| African Cup Winners’ Cup 1995       | 1. Runde      | Township Rollers Gaborone     | 1:2 (A)  | 4:1 (H)              |
|                                     | 2. Runde      | Blackpool FC Harare           | 0:0 (A)  | 1:3 (H)              |
| CAF Cup 1996                        | 1. Runde      | US Stade Tamponnaise          | o/w      | o/w                  |
| CAF Cup 1997                        | 1. Runde      | Chief Santos Tsumeb           | w/o      | w/o                  |
|                                     | 2. Runde      | AFC Leopards Nairobi          | o/w      | o/w                  |
| CAF Cup 2002                        | 1. Runde      | Defence Force XI Mogoditshane | o/w      | o/w                  |

- 1993: Der Verein verließ in der 89.Minute den Platz, nachdem Prince Louis einen nicht berechtigten Elfmeter zugesprochen bekam. Die Warriors wurden disqualifiziert.

|              | Spiele | Siege | Remis | Verl. | Tore  |
| Gesamtbilanz | 23     | 13    | 3     | 7     | 49:29 |
| ------------ | ------ | ----- | ----- | ----- | ----- |